# Shunsuke Saito (Fußballspieler)
Shunsuke Saito (japanisch 齋藤 俊輔 Saito Shunsuke; * 26. April 2005 in der Präfektur Kanagawa) ist ein japanischer Fußballspieler.

## Karriere

### Verein
Shunsuke Saito erlernte das Fußballspielen in der Schulmannschaft der Toko Gakuen High School. Seinen ersten Vertrag unterschrieb er am 1. Februar 2024 bei Mito Hollyhock. Der Verein aus Mito spielte in der zweiten Liga, der J2 League. Sein Zweitligadebüt gab Saito am 2. Juni 2024 (18. Spieltag) im Heimspiel gegen V-Varen Nagasaki. Bei der 2:3-Heimniederlage wurde er in der 66. Minute für Hidemasa Kōda eingewechselt.

### Nationalmannschaft
Shunsuke Saito spielte 2025 zweimal für die japanische U20-Nationalmannschaft. Mit dem Team nahm er an der U20-Asienmeisterschaft 2025 in China teil.